# Manducàlia
Manducàlia (xinès simplificat: 吃货宇宙, pinyin: Chīhuò yǔzhòu, literalment 'Univers gastronòmic') és una pel·lícula d'animació xinesa del 2018, dirigida per Chen Liaoyu. Té doblatge al català oriental i està disponible a la plataforma Filmin.